# Hans Franz Passavant (Unternehmer)

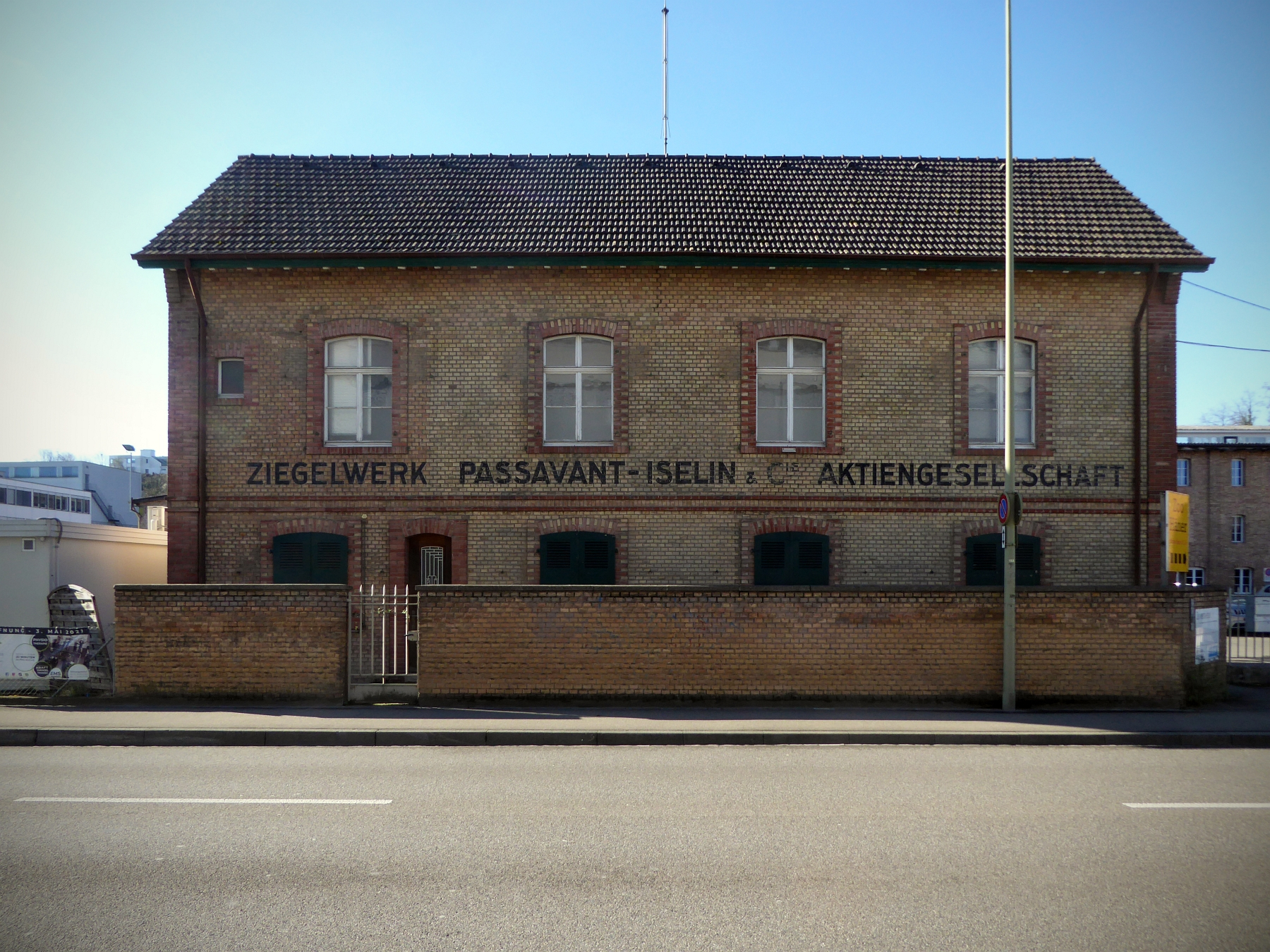
Ziegelfabrik Passavant-Iselin & Cie. Binningerstrasse 112 in Allschwil.

Hans Franz Passavant (* 25. Januar 1845 in Basel; † 27. Mai 1909 ebenda) war ein Schweizer Unternehmer.

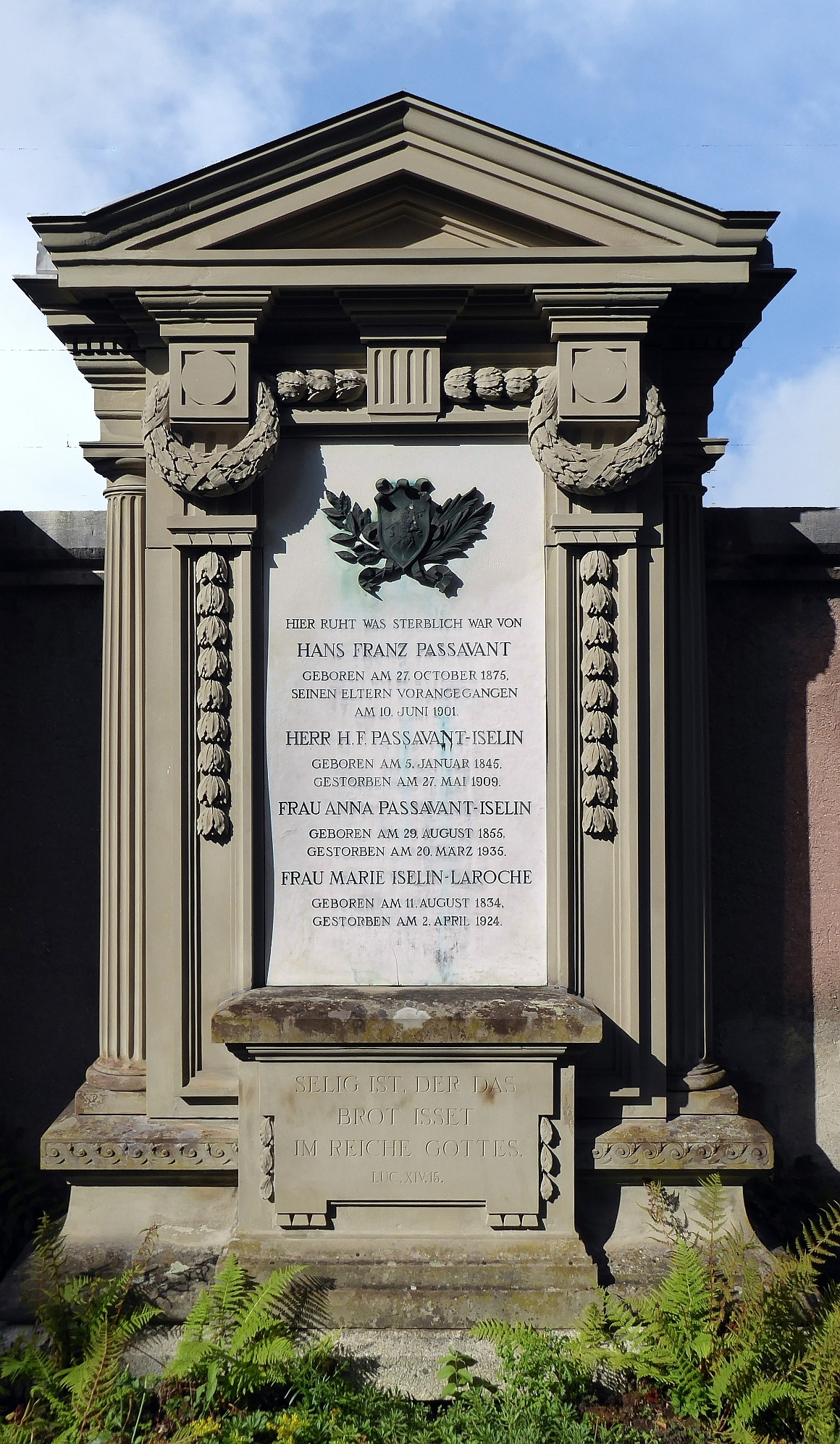
Familiengrab auf dem Wolfgottesacker, Basel

## Leben und Werk
Passavant war das zweitälteste von sechs Kindern des Bankiers Emanuel Passavant vom Bankhaus Passavant & Cie. und Adèle Bachofen.
Nach Besuch des Gymnasiums in Basel absolvierte Passavant eine Banklehre im väterlichen Bankhaus mit Praktika in London und Paris. 1874 heiratete er mit Anna Margarete Iselin (1855–1935) in eine einflussreiche Familien der Stadt Basel ein. Ihre jüngste Tochter Adèle (1882–1965) heiratete 1909 Édouard-Marcel Sandoz.
Passavant verliess 1878, ein Jahr vor dem Tode seines Vaters, das Bankhaus Passavant & Cie. und gründete in Allschwil bei Basel eine Backstein- und Ziegelfabrik. Die PIC Passavant-Iselin & Cie. wurde mit massiven Einsatz modernster Technologie (Dampfmaschinen, Pressen für Backsteine und Ziegel; erste Falzziegelpresse der Schweiz) zu einem raschen wirtschaftlichen Erfolg geführt, den auch ein Grossbrand 1903 nicht mehr stoppen konnte. Sie war bis zur Liquidation 1976 die bedeutendste schweizerische Backstein- und Ziegelfabrikation.
Passavant fand seine letzte Ruhestätte auf dem Wolfgottesacker in Basel.